# Liboussou
Liboussou è un arrondissement del Benin situato nella città di Ségbana (dipartimento di Alibori) con 9 998 abitanti (dato 2006).